# 相補掃き出し法
相補掃き出し法（そうほはきだしほう、Lemke法、レムケほう、英: Lemke's algorithm）とは、数理最適化において線形相補性問題やより一般化された混合線形相補性問題を解くためのアルゴリズムである。名前はカールトン・レムケに由来する。
相補掃き出し法は、ピボット操作または基底-交換型のアルゴリズムである。同様のアルゴリズムによって、2人ゼロ和行列ゲームや双行列ゲームのナッシュ均衡を計算することができる。